# Sällsjön, Jämtland
Sällsjön är en sjö i Åre kommun i Jämtland och ingår i Indalsälvens huvudavrinningsområde. Sjön är 25,3 meter djup, har en yta på 4,67 kvadratkilometer och befinner sig 394 meter över havet. Sjön avvattnas av vattendraget Storbodströmmen.

## Delavrinningsområde
Sällsjön ingår i det delavrinningsområde (701194-139419) som SMHI kallar för Utloppet av Sällsjön. Medelhöjden är 456 meter över havet och ytan är 20,73 kvadratkilometer. Räknas de 143 avrinningsområdena uppströms in blir den ackumulerade arean 1 295,41 kvadratkilometer. Storbodströmmen som avvattnar avrinningsområdet har biflödesordning 2, vilket innebär att vattnet flödar genom totalt 2 vattendrag innan det når havet efter 278 kilometer. Avrinningsområdet består mestadels av skog (63 procent). Avrinningsområdet har 4,67 kvadratkilometer vattenytor vilket ger det en sjöprocent på 22,5 procent. Bebyggelsen i området täcker en yta av 0,24 kvadratkilometer eller 1 procent av avrinningsområdet.